# Nenad Čanak

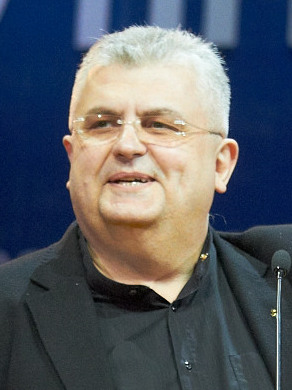

Nenad Čanak (geboren 2. November 1959 in Pančevo) ist ein serbischer Politiker. Er ist Mitgründer der Liga der Sozialdemokraten der Vojvodina und seit derer Gründung 1990 derer Vorsitzender. Er tritt für Regionalismus, Pazifismus und Liberalismus ein. Er ist Mitglied der serbischen Nationalversammlung und steht in ihr dem Ausschuss für europäische Integration vor.

## Leben
Čanak wuchs in einer Professorenfamilie auf. Sein Vater Milan Čanak (1932–1980) war Professor für Landwirtschaftslehre an der Universität Novi Sad. 1973/74 war er zudem Bürgermeister von Novi Sad. Seine Mutter Bosiljka Čanak war Professorin für Mathematik. Nenad Čanak besuchte das nach Jovan Jovanović Zmaj benannte Gymnasium und die höhere Musikschule in Novi Sad. Im Anschluss studierte er Wirtschaftswissenschaften an der ökonomischen Fakultät der Universität Novi Sad in Subotica.
Von 1982 bis 1985 verdiente er seinen Unterhalt mit Flötenspiel in Kafanas (in etwa: „Kaschemmen“) in der Vojvodina. Anschließend arbeitete als Chef des Aussenhandels-Marketings bei Naftagas. 1989 spezialisierte er sich weiter in Netzwerk-Marketing in einer Akademie Brdo pri Kranju und wechselte danach zu YUTEL.
Im Kroatienkrieg wurde er im Herbst 1991 vom Serbischen Regime als Oppositioneller gefesselt an die Front verbracht, wo er als „Freiwilliger“ registriert wurde. Er diente um Ilok herum; um die Todesangst zu bekämpfen, musizierte er mit seinen Kameraden Tschetnik-Lieder. Zu Beginn der Operation Allied Force acht Jahre später meldete er sich als Freiwilliger, wurde aber nicht mobilisiert.
Bei den Parlamentswahlen von 1997 wurde er als Abgeordneter der Nationalversammlung der Republik Serbien auf der Liste der Koalicija Vojvodina gewählt. Jedoch wurden ihm und zwei seiner Kollegen am 7. Dezember 1998 das Mandat entzogen.
Bei der Präsidentschaftswahl in Serbien 2017 erreicht er knapp über 41.000 Stimmen (1,1 %).

## Politische Positionen
Čanak hat sich über seine politische Karriere für Pazifismus eingesetzt. Konsequenterweise ist er seit Ende der Jugoslawienkriege eine der führenden Personen in der Vorantreibung einer Lustrationsgesetzgebung gegen Kriegsverbrecher ein.

## Ehrungen
- Wappen der Gespanschaft Istrien (2007)[9]
- Orden der montenegrinischen Flagge ersten Grades (2015)[10]

## Werke

### Monographien
- Ratovi tek dolaze (deutsch „Kriege kommen gerade“), Novi Sad 1993, 2. Auflage 1999.
- Pet godina samoće (deutsch „Fünf Jahre Einsamkeit“), 1994.
- Godine raspleta, 1996.
- Luna (1998)
- Kao i sva ravnica (2002).

### Artikel
- Nenad Čanak: National identity in a multi‐cultural context. In: Journal of Area Studies. Band 1, Nr. 3, Januar 1993, ISSN 0261-3530, S. 137–143, doi:10.1080/02613539308455694 (Online [abgerufen am 19. Januar 2019]).

## Belege
1. 1 2 3 4 5 6  Dragoslav Grujić: Nenad Čanak: Predsednik Lige socijaldemokrata Vojvodine. In: Vreme. 1. März 2001, archiviert vom Original am 19. September 2020; abgerufen am 18. Januar 2019 (englisch).  Info: Der Archivlink wurde automatisch eingesetzt und noch nicht geprüft. Bitte prüfe Original- und Archivlink gemäß Anleitung und entferne dann diesen Hinweis.
2. ↑  Nenad Čanka: Kostreš je najbolji gradonačelnik kojeg Zrenjanin može da ima. In: lsv.rs. 11. April 2016, abgerufen am 19. Januar 2019 (englisch).
3. ↑  Nenad Čanak. In: Srbija izbori. 2017, abgerufen am 18. Januar 2019 (englisch).
4. ↑  Đorđe Tomić: Phantomgrenzen und regionale Autonomie im postsozialistischen Südosteuropa Die Vojvodina und das Banat im Vergleich. Wallstein Verlag, Göttingen 2016, ISBN 978-3-8353-4051-0, S. 138, urn:nbn:de:101:1-201610201186.
5. ↑  Milan Milošević: Die Parteienlandschaft Serbiens. Berlin-Verl. Spitz, Berlin 2000, ISBN 978-3-8305-0059-9, S. 77.
6. ↑  RIK (94,18%): Vučić osvojio 1,9 miliona glasova. N1, 3. April 2017, archiviert vom Original am 8. Mai 2017; abgerufen am 18. Januar 2019 (englisch).  Info: Der Archivlink wurde automatisch eingesetzt und noch nicht geprüft. Bitte prüfe Original- und Archivlink gemäß Anleitung und entferne dann diesen Hinweis.
7. ↑  Ivan Čolović, Mireille Robin: Le Bordel des Guerriers: Folklore, politique et guerre (= Freiburger Sozialanthropologische Studien). LIT, Münster 2005, ISBN 978-3-8258-8076-7, S. 55.
8. ↑  Daniela Mehler: Empty Words on Paper: The Nonexistent Debate on Extending the Lustration Law in Serbia. In: Cultures of History Forum. 2013, S. 5, doi:10.25626/0004 (Online [abgerufen am 20. Januar 2019]).
9. ↑  Nenad Čanak dobija Grb Istarske županije. In: Dnevni list Danas. 29. März 2007, abgerufen am 18. Januar 2019 (englisch).
10. ↑  ĐETIĆI ODLIKOVALI ČANKA: Orden crnogorske zastave dodeljen lideru LSV-a! In: telegraf.rs. 15. Juli 2015, abgerufen am 19. Januar 2019 (englisch).

| Personendaten    | Personendaten        |
| ---------------- | -------------------- |
| NAME             | Čanak, Nenad         |
| KURZBESCHREIBUNG | serbischer Politiker |
| GEBURTSDATUM     | 2. November 1959     |
| GEBURTSORT       | Pančevo              |